# Prémio MTV Movie de melhor ator
Abaixo está uma lista dos vencedores do MTV Movie Award de melhor ator.

## Vencedores
| Ano  | Ator                  | Título em português (br/pt)                                                                       | Título original                                        |  |
| ---- | --------------------- | ------------------------------------------------------------------------------------------------- | ------------------------------------------------------ |  |
| 2014 | Josh Hutcherson       | Jogos Vorazes: Em Chamas                                                                          | The Hunger Games: Catching Fire                        |  |
| 2013 | Bradley Cooper        | O Lado Bom da Vida                                                                                | Silver Linings Playbook                                |  |
| 2012 | Josh Hutcherson       | Jogos Vorazes                                                                                     | The Hunger Games                                       |  |
| 2011 | Robert Pattinson      | Eclipse                                                                                           | Twilight Saga: Eclipse                                 |  |
| 2010 | Robert Pattinson      | Lua Nova                                                                                          | Twilight Saga: New Moon                                |  |
| 2009 | Zac Efron             | High School Musical 3: Ano da Formatura / High School Musical 3: Último Ano                       | High School Musical 3: Senior Year                     |  |
| 2008 | Will Smith            | Eu Sou a Lenda                                                                                    | I Am Legend                                            |  |
| 2007 | Johnny Depp           | Piratas do Caribe: O Baú da Morte / Piratas das Caraíbas: O Cofre do Homem Morto                  | Pirates of the Caribbean: Dead Man's Chest             |  |
| 2006 | Jake Gyllenhaal       | O Segredo de Brokeback Mountain                                                                   | Brokeback Mountain                                     |  |
| 2005 | Leonardo DiCaprio     | O Aviador                                                                                         | The Aviator                                            |  |
| 2004 | Johnny Depp           | Piratas do Caribe: A Maldição do Pérola Negra / Piratas das Caraíbas: A Maldição do Pérola Negra  | Pirates of the Caribbean: The Curse of the Black Pearl |  |
| 2003 | Eminem                | 8 Mile - Rua das Ilusões / 8 Mile                                                                 | 8 Mile                                                 |  |
| 2002 | Will Smith            | Ali                                                                                               | Ali                                                    |  |
| 2001 | Tom Cruise            | Missão Impossível 2                                                                               | Mission: Impossible II                                 |  |
| 2000 | Keanu Reeves          | Matrix                                                                                            | The Matrix                                             |  |
| 1999 | Jim Carrey            | O Show de Truman: O Show da Vida / A Vida em Directo                                              | The Truman Show                                        |  |
| 1998 | Leonardo DiCaprio     | Titanic                                                                                           | Titanic                                                |  |
| 1997 | Tom Cruise            | Jerry Maguire - A Grande Virada / Jerry Maguire                                                   | Jerry Maguire                                          |  |
| 1996 | Jim Carrey            | Ace Ventura 2 - Um Maluco na África / Ace Ventura em África                                       | Ace Ventura: When Nature Calls                         |  |
| 1995 | Brad Pitt             | Entrevista com Vampiro                                                                            | Interview with the Vampire                             |  |
| 1994 | Tom Hanks             | Filadélfia                                                                                        | Philadelphia                                           |  |
| 1993 | Denzel Washington     | Malcolm X                                                                                         | Malcolm X                                              |  |
| 1992 | Arnold Schwarzenegger | O Exterminador do Futuro 2: O Julgamento Final / O Exterminador Implacável 2: O Dia do Julgamento | Terminator 2: Judgment Day                             |  |

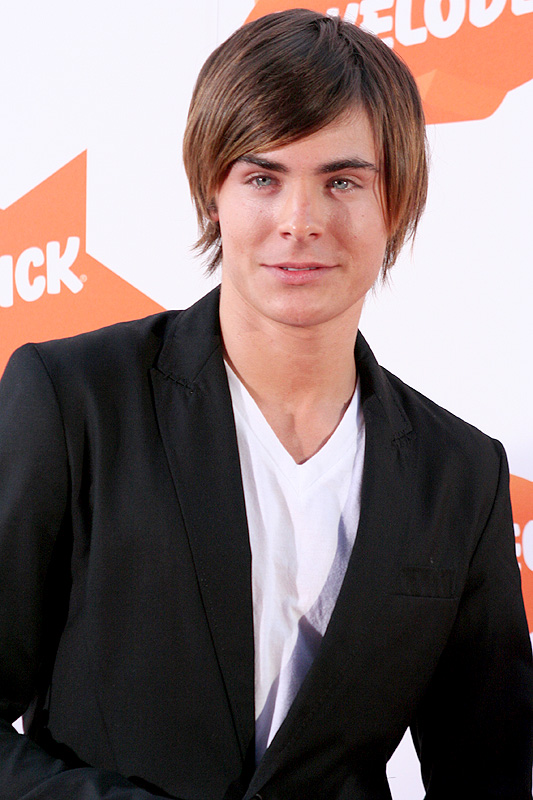
Zac Efron, premiado em 2009.
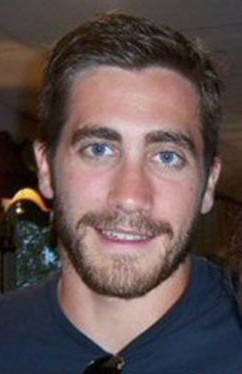
Jake Gyllenhaal, premiado em 2006.
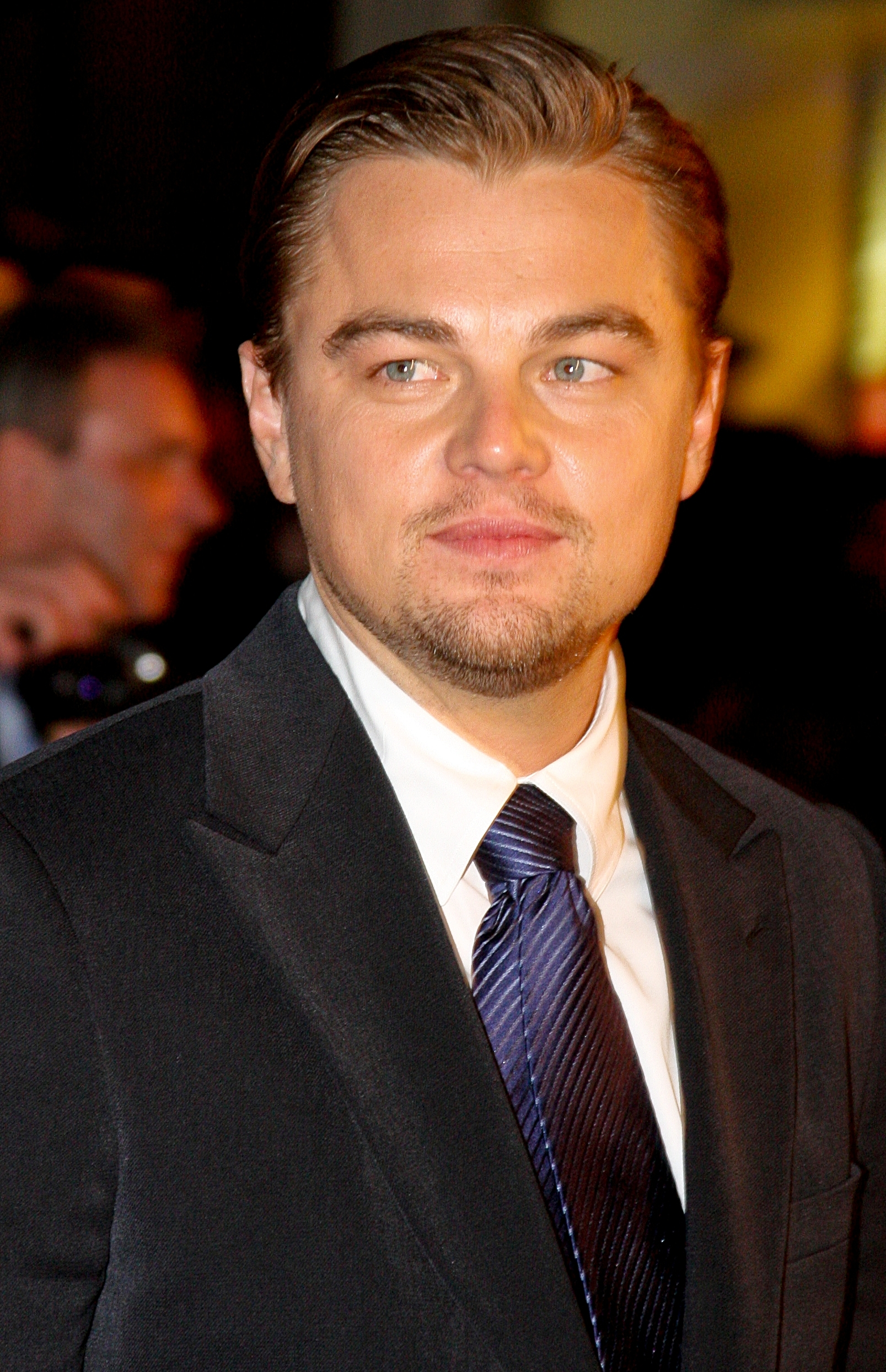
Leonardo DiCaprio, premiado em 1998 e em 2005.
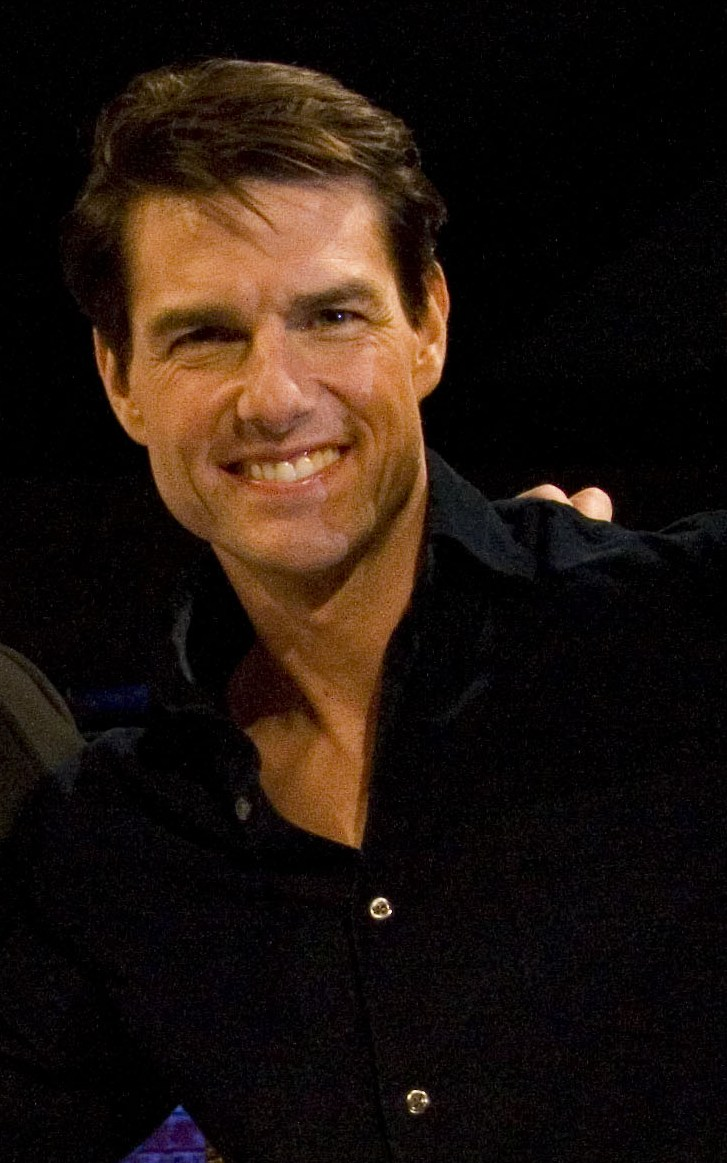
Tom Cruise, premiado em 1997 e em 2001.
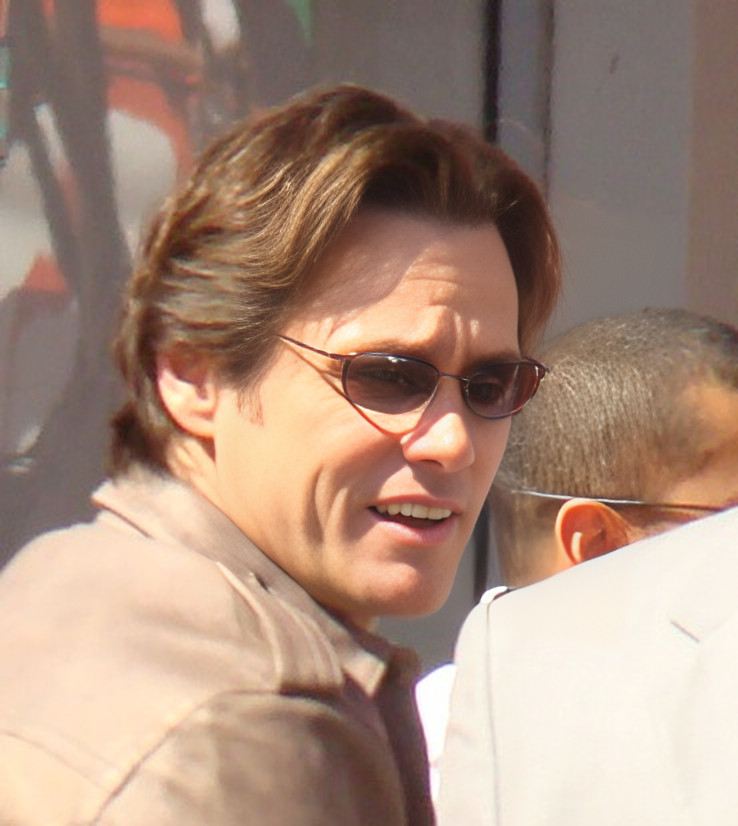
Jim Carrey, premiado em 1996 e em 1999.
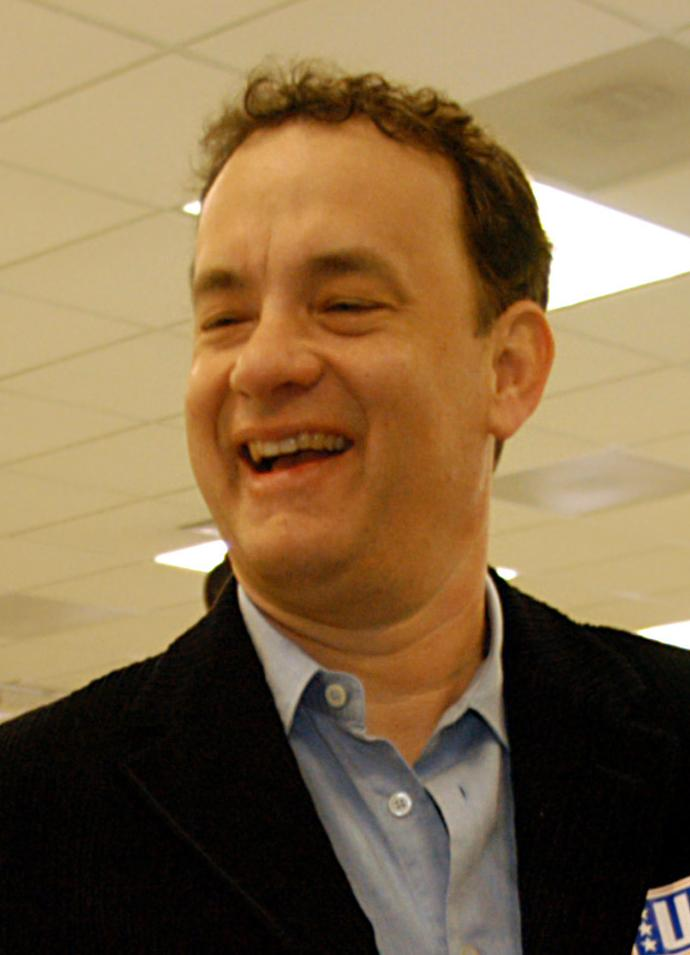
Tom Hanks, premiado em 1994.
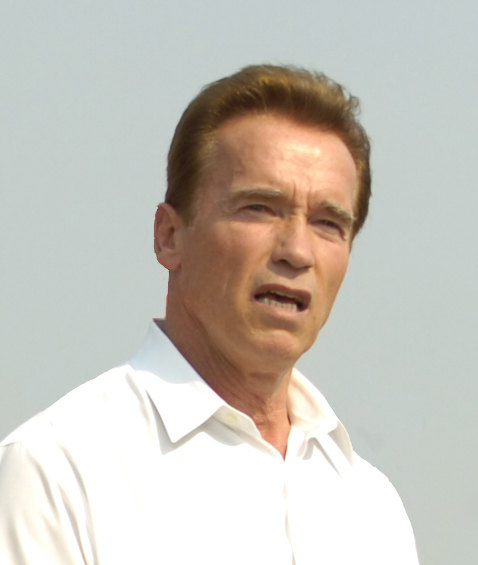
Arnold Schwarzenegger, premiado em 1992.